# Vanessa (voornaam)
Vanessa is een meisjesnaam.
De naam is afkomstig uit de literatuur. De Ierse schrijver Jonathan Swift (1667-1745) leidde de naam af van de naam van een vriendin, Esther van Homrigh (of Vanhomrigh) (circa 1688-1723). Vanessa is een gedeeltelijk anagram van haar naam.
De koosnaam die hij haar gegeven had verscheen in 1726 in druk als de titel van het gedicht Cadenus and Vanessa, dat hij had geschreven in 1713. Esther was de dochter van Bartolomeus van Homrigh (†1703), een koopman uit Amsterdam, die zich in Dublin had gevestigd.

## Andere talen
In het Pools kan de vorm Wanessa worden aangetroffen, Vanessza is Hongaars.

## Bekende naamdraagsters
- Vanessa, artiestennaam van Connie Breukhoven, Nederlandse zangeres.
- Vanessa Amorosi, Australisch zangeres.
- Vanessa Angel, Britse actrice en voormalig fotomodel.
- Vanessa Branch, Britse actrice.
- Vanessa Carlton, Amerikaanse singer-songwriter.
- Vanessa Chinitor, Vlaams zangeres.
- Vanessa Da Mata, Braziliaans zangeres.
- Vanessa Daou, zangeres uit de Amerikaanse Maagdeneilanden.
- Vanessa Ferlito, Amerikaanse actrice.
- Vanessa Hudgens, Amerikaanse actrice en zangeres.
- Vanessa-Mae, Britse, internationaal gekende muzikante en violiste in de klassieke en popmuziek.
- Vanessa Mai, Duits zangeres.
- Vanessa Paradis, Frans zangeres en actrice.
- Vanessa Redgrave, Britse actrice, dochter van Sir Michael Redgrave.
- Vanessa Rubin, Amerikaanse jazzzangeres.
- Vanessa White, Engels singer-songwriter, danseres en actrice.
- Vanessa L. Williams, Amerikaanse model, zangeres en actrice.
- Vanessa Zima, Amerikaanse actrice.

## Trivia
Er bestaat ook een vlindergeslacht met de naam Vanessa. Mogelijk is deze vlinder vernoemd naar de Griekse god Phanes, maar het ligt niet voor de hand dat Fabricius de naam zo zou herschrijven.